# Luis Pérez Gutiérrez
Luis Emilio Pérez Gutiérrez (Cañasgordas, 30 de noviembre de 1951) es un estadístico, ejecutivo empresarial, y escritor colombiano.
Fue director del ICFES, rector de la Universidad de Antioquia, alcalde de Medellín, y gobernador del departamento de Antioquia.

## Biografía
Nació en Cañasgordas (Antioquia), el 30 de noviembre de 1951 realizó su bachillerato en el Liceo Nacional Marco Fidel Suárez en Medellín, es Ingeniero Industrial de la Facultad de Minas de Medellín de la Universidad Nacional de Colombia, Magíster en Matemáticas de la Universidad Nacional de Colombia, Máster of Arts. (Statistics and Operations Research) de la Universidad de Míchigan, EE. UU., con Investigación en Modelos Matemáticos para la Industria de la Agencia Internacional de Energía Atómica. IAAE. Trieste, Italia.
Se ha desempeñado como asistente de Investigación de la Universidad de Míchigan, gerente General de Industrias Kent, Gerente de la Beneficencia de Antioquia y de EDA, director de Planeación de Antioquia y profesor asociado de la Universidad Nacional de Colombia.
Fue rector de la Universidad de Antioquia entre 1990 y 1993, en 1993 fue nombrado director del ICFES por el presidente César Gaviria y fue Secretario de Educación en la alcaldía de Sergio Naranjo.
Pérez Gutiérrez ha complementado su vida entre el sector público, la política y su rol como empresario en negocios de tierras, construcción y telecomunicaciones.
En 1997 fue candidato a la alcaldía de Medellín por el Partido Liberal, tras vencer en una encuesta interna realizada por teléfono a Armando Estrada Villa, sin embargo, fue derrotado por el candidato del Partido conservador Juan Gómez Martínez alcanzando cerca de 90 mil votos contra 160 mil del electo alcalde. En las elecciones de 2000 aspiró nuevamente. Tras ganar una consulta a Édgar Gutiérrez fue elegido alcalde de Medellín, para el periodo 2001-2004, avalado por el Partido Liberal. Obtuvo 128 mil votos, contra 98 mil del exalcalde Sergio Naranjo y 49 mil de Jaime Arrubla Paucar.
Con una imagen positiva del 59% por parte de la ciudadanía de Medellín, Luis Pérez volvió a aspirar a la alcaldía en 2007, perdiendo ante Alonso Salazar, candidato del alcalde Sergio Fajardo y del entonces presidente Álvaro Uribe, avalado por la ASI. Pérez Gutiérrez hizo una alianza con la representante Rocío Arias quien posteriormente sería condenada por parapolítica. Pérez se declaró Uribista lo que lo alejó del Partido Liberal y lo llevó a recolectar firmas para su candidatura. Pérez creó el PAGARÉ SOCIAL, una estrategia que consistía en la firma de documentos donde adquiría el compromiso con las comunidades de la ciudad de construir obras en sus territorios a cambio de los votos. 
Finalmente, la campaña culminó con un voto finish entre Pérez, apoyado por el oficialismo del partido liberal, gran parte del partido Conservador y Cambio Radical y una parte del partido de la U y Alonso Salazar, candidato del alcalde Fajardo, de la primera dama Lina Moreno de Uribe y de políticos liberal y de la U. Salazar obtuvo 275 mil votos contra 242 mil de Pérez.
Durante la campaña presidencial de 2010, Pérez fue el coordinador de la campaña presidencial de Juan Manuel Santos en Antioquia. Santos culminaría electo. Ese mismo año, inscribiría su precandidatura en el directorio liberal de Medellín para las elecciones locales de 2011, el partido le negó su inscripción. Lo mismo ocurrió en Cambio radical a pesar del amplio apoyo de los miembros del partido en el departamento. El partido conservador realizó un congreso municipal en el que decidió el apoyo a la candidatura de Pérez pero la dirección nacional revocó las decisiones tomadas en dicho congreso municipal.
Luis Pérez se presentó entonces a las elecciones locales de Medellín en 2011 como candidato de firmas y con el apoyo no oficial de gran parte del partido conservador, partido liberal, Cambio Radical y el partido de la U. Fue derrotado por Aníbal Gaviria candidato oficial del Partido Liberal y con el apoyo de exalcalde y entonces candidato a la gobernación de Antioquia Sergio Fajardo. Gaviria obtuvo 238.970 votos (37,66%), y Pérez 221.708 votos (34,94%).
Durante la campaña de 2011, Pérez Gutiérrez denunció que el alcalde Alonso Salazar intervenía en política a favor del candidato Gaviria, al señalar que su campaña estaba haciendo pactos con los jefes de las bandas criminales de la ciudad. Salazar sería inicialmente destituido en 2012 ante lo cual Pérez anunció que impugnaría la elección de Aníbal Gaviria. En 2014, dicho fallo sería tumbado por el Consejo de Estado.
En 2014, Pérez nuevamente coordinaría la campaña del presidente-candidato Juan Manuel Santos en Antioquia a la vez que iniciaba su camino para alcanzar la candidatura de la unidad nacional para la gobernación de Antioquia.
Pérez Gutiérrez fue candidato a la gobernación de Antioquia en las elecciones de 2015. Esta vez si obtuvo el aval de dos partido: El Partido Liberal y Cambio Radical (con el apoyo decidido del vicepresidente Germán Vargas Lleras). El partido de la U no dio su apoyo oficial pero todas sus estructuras estuvieron decididamente con Pérez.
En una campaña sin sobresaltos, Pérez Gutiérrez obtuvo 819.389 votos, seguido por el exdiputado Andrés Guerra Hoyos con 613.075 votos, candidato del Centro Democrático y 401.968 sufragios de Federico Restrepo Posada, candidato del gobernador Sergio Fajardo.

### Alcalde de Medellín
Durante su mandato se realizó la operación Orión, bajo el mando del general Mario Montoya. Durante esta operación, el ejército de Colombia ocupó la comuna 13 con el fin de desalojar las milicias guerrilleras y paramilitares que tenían tomados los barrios de este sector de la ciudad. Este operativo fue ampliamente criticado por la opinión pública, por el exceso de fuerza y porque favoreció a los paramilitares.
Por parte de los medios de comunicación, arreciaron críticas a su gestión al frente de la alcaldía de Medellín, como el escándalo que destapó la revista Cambio por la politización que se presentaba en EPM, un viaje a La Guajira y la adquisición de una vajilla con dineros públicos, dichos escándalos ocasionaron la renuncia de la gerente de la empresa.
La opinión pública coincide en señalar que una de las principales críticas a su gobierno, fue el despilfarro de los recursos públicos, como el generado con la compra de una moto Harley Davidson por parte del director de Metroseguridad, Isaac Gaviria. Así mismo, se presentaron amplios rumores de corrupción por presuntamente cobrar una comisión del 15% en la adjudicación de contratos, lo que le valió el apodo de Luis XV. Dichos rumores nunca fueron ratificados por los entes de control ni por la justicia colombiana. Lo que sí es un hecho es que tras la salida de Pérez Gutiérrez, las finanzas del municipio quedaron con un alto déficit.
Las principales obras de gestión de Pérez Gutiérrez al frente de la alcaldía de Medellín durante el periodo 2001-2003 fueron: Construcción del Metro Cable de Medellín, creación de la empresa de telefonía Celular Colombia Móvil, hoy Tigo, construcción del centro Internacional de Convenciones Medellín (Plaza Mayor), fue el creador e iniciador de las Redes de Bibliotecas de Medellín. Se construyó la Biblioteca EPM y en noviembre de 2002 se aprobó acuerdo del Concejo de Medellín que ordena una Gran Biblioteca a cada Comuna de la ciudad, creación del banco de Los Pobres, del parque de los deseos, de la doble calzada a las palmas, de la plaza de la luz, de Metrojuventud, de la secretaría de medio ambiente de Medellín y de la avenida 34.
Pérez Gutiérrez hizo factible que Medellín contara con las tarifas de servicios públicos más baratas del país.

### Elecciones presidenciales 2022
Con el aval de un Grupo Significativo de Ciudadanos (firmas) aspiró a la Presidencia de la República de Colombia. Como candidato a la presidencia de Colombia, propuso generar 3 millones de empleos a partir de la legalización total del Cannabis.[cita requerida]

### Obras realizadas en su gestión
Ha tenido múltiples obras realizadas en Medellín y en Antioquia entre los que se destacan por su impacto social: 
- Metrocable
- Placa Huella
- Túnel de Oriente
- Institución Universitaria Digital de Antioquia
- Banco de los pobres
- Plaza Mayor Medellín
- Ciclovía Medellín
- Plaza Botero (Nació en la época de Juan Gómez Martínez y terminó de inaugurar una parte)
- Doble calzada las Palmas
- Parque de la Luz
- Compra del volcán de lodo de Arboletes

## Libros
Pérez Gutiérrez ha publicado cerca de doce libros y publicaciones de temas tan diversos como la educación, la competitividad y la ingeniería entre los que se destacan: 
- Universidad transformación o decadencia
- Compro la guerra: política pública de seguridad y de reincorporación a la civilidad

## Premios y reconocimientos
Ha tenido múltiples reconocimientos entre los que se destacan: 
- Miembro Honorario y Símbolo de Integración de los Pueblos por la Federación Latinoamericana de Ciudades y Municipios
- Orden Guayasamin por parte del director general de la Unesco por ser creador del Banco de los Pobres en América
- Orden de la Democracia Gran Cruz Oficial por el congreso de Colombia
- Visitante Distinguido del Condado Miami Dade
- Ejecutivo del Año de la Cámara Junior Antioquia
- Gran Orden al Mérito del Partido Liberal Colombiano
- Orden Al Mérito Deportivo de Coldeportes
- Peón de Oro de la liga de Ajedrez de Antioquia
- Orden Francisco de Paula Santander, Categoría Oro.